# Trichophoroides decipiens
Trichophoroides decipiens là một loài bọ cánh cứng trong họ Cerambycidae.